# Хунерик
Хунерик (Hunerich, Hunericus, Hunirix; Hunéric; Huneric, Honeric; * 411/415 или 420; † 23 декември 484) е крал на вандалите и аланите от 477 до 484 г.

## Произход и управление
Той е най-възрастният син на Гейзерик (389 – 477). Роден е през 420 г. в Испания, преди вандалите да отидат в Африка през 429 г.
Като млад живее от 435 г. като заложник в двора на Валентиниан III. След смъртта на баща му на 25 януари 477 г. Хунерик става първият вандалски крал, който носи титлата „крал на вандалите и аланите“ (Rex Wandalorum et Alanorum).
Женен или сгоден е първо за дъщерята на краля на вестготите Теодерих I. Баща му Гейзерик разваля връзката и изпраща годеницата, разчленена обратно при баща ѝ, понеже се опитала да го отрови.
От 442/445 г. Хунерик е сгоден с тригодишната принцеса Евдокия (439 – 466/474), дъщеря на Лициния Евдоксия и западноримския император Валентиниан III (419 – 455) и внучка на източноримския император Теодосий II и Елия Евдокия. През 455 г. Евдокия, на шестнадест години, е отвлечена от вандалите на Гейзерик при грабежа им в Рим с нейната майка Лициния Евдоксия и нейната сестра Плацидия в Африка. Майка ѝ и по-малката ѝ сестра Плацидия отиват после в Константинопол, а тя остава в Африка.
През 455/456 г. Хунерик и Евдокия се женят и имат през 460 г. един син Хилдерик, който по-късно става крал на вандалите (523 – 530). Имат и син Теодерих, който умира преди 484 г. През 464 или 472 г. Евдокия бяга от своя ариански съпруг в Йерусалим, където умира малко по-късно.
Хунерик умира на 23 декември 484 г. Негов наследник на трона става племенникът му Гунтамунд, син на по-малкия му брат Гентон.